# مهرجان موسم أصيلة الثقافي الدولي
مهرجان موسم أصيلة الثقافي الدولي يقام بمدينة أصيلة المغربية منذ سنة 1978 وهو من أهم أشكال الجذب السياحي للمدينة، ويعم جميع المجالات كالأدب والموسيقى وفنون الرسم والنحت. وتتحول المدينة خلال هذا المهرجان الذي يستمر على مدى أسبوعين انطلاقا من السابع من شهر أغسطس وحتى الثاني والعشرين من نفس الشهر، إلى معرض فني مفتوح يستقطب الزوار والمبدعين والأدباء من شتى أنحاء العالم، كما تستضيف خلال كل موسمدولة كضيف شرف وتشارك هذه الدولة بمبدعيها وفنانيها في كل المجالات التي يعرفها المهرجان.

## نبذة
مهرجان موسم أصيلة الثقافي الدولي تنظمه مؤسسة منتدى أصيلة صيف كل عام بحضور شخصيات فكرية وأكاديمية وأدبية من مختلف أنحاء العالم والهدف منه تقدير اسهامات الفنانين بحيث يشارك الفنانون بالشهادات والصور ويشارك بالمهرجان :
- الكتاب العرب.
- النقاد العرب.
- فرق موسيقية.[3]

وفي سنة 1979 تضمنت أنشطة الموسم أول مرسم للأطفال أشرفت عليه طوني مرايني وهي ناقدة مغربية، حيث كانت تُترك لهم حرية اختيار الموضوعات التي يرغبون في رسمها.

## الجوائز

### جائزة محمد زفزاف للرواية العربية

تتويج أحمد المديني بجائزة محمد زفزاف للرواية العربية

جائزة محمد زفزاف للرواية العربية تنظمها فعاليات مهرجان اصيلة الثقافي الدولي منذ سنة 2002 وتهتم الجائزة بمختلف ومجمل الأعمال الابداعية وتمنح كل ثلاث سنوات خلال المهرجان فاز بها أحمد المديني في اخر نسخة لها.
سبق أن فاز بـجائزة محمد زفزاف للرواية العربية كل من :
| الاسم          | البلد   | السنة |
| -------------- | ------- | ----- |
| الطيب صالح     | السودان | 2002  |
| إبراهيم الكوني | ليبيا   | 2005  |
| مبارك ربيع     | المغرب  | 2008  |
| حنا مينة       | سوريا   | 2010  |
| سحر خليفة      | فلسطين  | 2013  |
| حسونة المصباحي | تونس    | 2016  |
| أحمد المديني   | المغرب  | 2018  |

أعلنت مؤسسة منتدى أصيلة عن تنظيم الدورة الصيفية من موسمها الثقافي الدولي السادس والأربعين خلال الفترة من 29 يونيو إلى 6 يوليو 2025، تحت الرعاية السامية للملك محمد السادس بن الحسن، وذلك بشراكة مع وزارة الشباب والثقافة والتواصل وجماعة أصيلة.

## وصلات خارجية
Asilah Arts Festival
International Cultural Festival in Asilah
Asilah
ASSILAH أصـيلة